# Kosmodraco
Kosmodraco è un rettile estinto, appartenente ai coristoderi. Visse nel Paleocene superiore (circa 61 - 56 milioni di anni fa) e i suoi resti fossili sono stati ritrovati in Nordamerica.

## Classificazione
La specie tipo di Kosmodraco, K. dakotensis, è stata originariamente descritta come una nuova specie di Simoedosaurus, S. dakotensis, sulla base dei resti rinvenuti nella Slope Formation della contea di Morton, nel Dakota del Nord. Tuttavia, Brownstein (2022) ha concluso che S. dakotensis è genericamente distinto dalla specie tipo Simoedosaurus e pertanto ha eretto il genere Kosmodraco; ha anche descritto due scheletri raccolti dalla Polecat Bench Formation di contea di Park, nel Wyoming, nel 1960 (riferito a Simeodosaurus sp. da Sigogneau-Russell & Donald 1978) come una nuova specie, K. magnicornis.